# Frank Lowy
Sir Frank P. Lowy (AO) (Fiľakovo, 22 de outubro de 1930) é um empresário bilionário australiano-israelense de origem judaica e ex-presidente da Westfield Corporation, uma empresa global de shopping centers com US$ 29,3 bilhões em ativos sob gestão nos Estados Unidos, Reino Unido e na Europa.